# セリエ・ナシオナル・デ・ベイスボル
セリエ・ナシオナル・デ・ベイスボル（スペイン語: Serie Nacional de Béisbol, 英語: Cuban National Series）は、1962年からキューバで行われている野球リーグである。
キューバ革命で権力を握ったフィデル・カストロの命令によって1961年3月にプロリーグ「リーガ・クバーナ・デ・ベイスボル」が廃止。その後に設立されたもので、1962年1月14日にエスタディオ・ラティーノアメリカーノで開幕戦が実施され、キューバ国内野球のシステムの一部を成している。
リーグは発足以来長年に渡りウィンターリーグとして運営されてきたが、2022年は1月に開幕して5月まで、2023年からは3月に開幕して7月までレギュラーシーズンが行われる日程に移行し、MLB・NPBなどと同様にサマーリーグとして運営されることとなった。そして、当リーグの上位6チームが、新たに冬季スケジュールを引き継いで創設された「キューバエリートリーグ」に出場する。

## 概要

### リーグの構成
リーグは各14州（地方行政区分）に1チームずつと、ハバナの1チーム、特別自治体である青年の島の1チーム（キューバの州・市についてはキューバ#地方行政区分を参照）の合計16チームで構成されている。2011-2012シーズンにバケーロス・デ・ラ・アバナが廃止される代わりにカサドレス・デ・アルテミサとウラカネス・デ・マヤベケが新たに創設され、2012-2013シーズンにゲレーロス・デ・メトロポリタノスが廃止された。
各チームの選手はそれぞれの州・市の出身者が所属しており、ハバナでは大部分のトップレベルの選手は伝統的にリーグで最も強いチームであるレオネス・デ・インダストリアレスでプレーしている。他の強豪チームにはアビスパス・デ・サンティアーゴ・デ・クーバ、ベゲーロス・デ・ピナール・デル・リオ及びナランハス・デ・ビジャ・クララがある。

### 日程
2020-2021年シーズン（第60シリーズ）までは、12月から翌年4月までのスケジュールで組まれることが多かった。2022シーズン（第61シリーズ）からは、年明けの1月23日から5月11日までレギュラーシーズンが行われ、その後ポストシーズンが行われるという、単一年度で完結するシーズンに変更となった。
また、2012-2013シーズンからは二地区分割形式ではなく、第一ラウンド（Clasificatoria）は全16チーム単一地区形式でシーズン45試合を行い、そのうちの成績上位8チームが第二ラウンドに進出して更に42試合を行って年間リーグチャンピオンを決している。オリンピックなどの国際試合の為に国内リーグを中断する事も珍しくない。2012-2013シーズンも第3回WBCに対応した日程を組み、オールスターゲーム後の2月3日から6週間の長期中断をしている。

### 選手
キューバでは野球の才能を見込まれた者だけが入学できるスポーツ専門学校（6歳から23歳まで）があり、国を挙げて優秀な野球選手を育てる為のプログラムが組まれている。マニュエル・ファハルド国立体育大学が名門校であり、野球の学生代表の大半はここの生徒から選ばれる。野球選手は足の速さ・肩の強さ・パワーのうち複数が揃っているかの基準で選考される。リーグ所属選手のほとんどがこのスポーツ専門学校を卒業している。 社会主義国である為、国内リーグはアマチュアであり、選手は全員国家公務員としてプレー自体への報酬ではなく各チームへの所属に対する給与という形で収入を得る（ステート・アマ）。設備は決して豊かとは言えないが、ハングリー精神を養いながら、国の代表として外国のチームと戦うための鍛練を積んでいる。
キューバは全国168の区に分かれており、各区ごとに労働者・学生・兵士からチームが編成され、リーグ戦を行っている。外国人選手はプレーを許可されていない。そのリーグ戦の優勝チームの選手を中心に他チームの優秀な選手を補強して州の代表チームが編成され、州代表チームの試合で活躍を認められた選手がファームに入り、更に一軍へ昇格していく。一軍の出場選手登録人数は野手15人・投手10人となっている。実力を認められれば、ストリートプレイヤーでもキューバ代表まで登り詰める事が出来るシステムになっている。

### メディア
cuban-playとbeisbolcubanoが公式サイトである。試合結果はcubadebate､Zona de strikeなどでキューバ国民が活発に討論している。インターネットが高額であることと、キューバはスポーツ新聞が存在しないため、国営新聞であるグランマおよびJuventud RebeldeおよびTrabajadoresおよびjit.cuのスポーツ欄で一般の人は情報を手に入れることが多い。

### その他特徴
1976-1977シーズンから1998-1999シーズンまでは金属バットを使用していたが、オリンピックでの金属バット廃止に伴い、1999-2000シーズンから木製バットに変更した。また使用球を2011-2012シーズン途中に北京オリンピックでも使用されていたミズノ五輪球から低反発のミズノ統一球に変更した。
指名打者制度が採用されている。

## キューバ国外への選手派遣
1958年のキューバ革命以降、国内のスポーツ選手は国外のプロスポーツチームと契約することが原則として禁止されていた（日本の社会人野球への選手派遣や、国内リーグ引退後に研修という名目でオマール・リナレスがNPBの中日ドラゴンズと、ペドロ・ラソがリーガ・メヒカーナ・デ・ベイスボルのカンペチェ・パイレーツと契約した特例もある）。しかし、1991年のソ連崩壊で経済状態が悪化してからは、他国へ亡命をして、1961年から国交を断絶しているアメリカ合衆国のメジャーリーグベースボール（MLB）に挑戦する選手が増えている。
2000年代後半に代表チームの国際大会での成績が低迷してからは国外プロリーグでのプレーを認める動きが始まり、2013年6月12日にミチェル・エンリケスがリーガ・メヒカーナ・デ・ベイスボルのカンペチェ・パイレーツと期間限定で契約することが承認され、6月22日にはアルフレド・デスパイネが同じくパイレーツと期間限定で契約することが承認された。
2013年9月21日には、キューバの内閣に相当する閣僚評議会が、スポーツ選手の待遇や報酬などに関する対応を本格的に協議。スポーツ省によって「（国際大会での実績などから）優秀で国家への貢献度も高い」と認められたベテラン選手が国外でのプレーを希望した場合には、政府による管理の下で、外交上商取引を禁止していない国（日本やメキシコなど）のプロスポーツチームに限って選手の保有権を持つ機関（キューバ野球連盟など）からのリース扱いでプロ契約を結ぶことを認めることが同月28日に正式に発表された。なお、発表前にはスポーツ体育レクリエーション庁長官のフリオ・クリスチャン・ヒメネスが、日本の外務省を訪問。その際に、キューバ国内のプロ野球選手の獲得を希望するNPBの球団に対して、外務省経由で獲得希望選手リストの提出を求めたとされる。12月にはローランド・メリーニョがディヴィジオン・アンのセナート・テンプライアーズの監督に就任することが発表された。
2014年、前年に引き続きアルフレド・デスパイネがパイレーツと契約した他、3月26日にはノルベルト・ゴンサレスとホアン・ペドロソがイタリアンベースボールリーグのネットゥーノ 2・ベースボールクラブと契約したのを皮切りに、ヨーロッパのプロ野球リーグとの契約が相次ぐ。4月19日にはNPBの読売ジャイアンツがフレデリク・セペダと契約。同時に、セリエ・ナシオナル・デ・ベイスボルと友好関係を結んだことを発表した。5月13日には横浜DeNAベイスターズがユリエスキ・グリエル、7月15日に千葉ロッテマリーンズがリーガ・メヒカーナ・デ・ベイスボルから出場停止処分を受け帰国したデスパイネとの契約をそれぞれ発表したなどNPB球団との契約も相次いだ。7月24日にはユニエスキ・グリエルがカナディアン・アメリカン・リーグのケベック・キャピタルズと契約。こうして2014年に国外のプロ球団との契約が相次いだことから、2014-2015シーズンは開催時期を9月21日からに早め、国外プロリーグの開幕に近い時期にシーズンが終わる日程となった。
キューバ国籍の野球選手と国外のプロ球団による契約は、「選手の保有権を持つキューバ野球連盟が、セリエ・ナシオナル・デ・ベイスボルのオフシーズン（4月末 - 11月末）に限って選手を国外のチームに貸し出す」という関係を前提に置いている。そのため選手には、国外リーグのシーズン終了（契約期間の満了）後にセリエ・ナシオナル・デ・ベイスボルでシーズン終了までプレーを続けることや、契約金や年俸から一定の割合に相当する金銭を「国内のスポーツ選手の育成に還元する」という名目でキューバスポーツ省やキューバ野球連盟などへ納付することを求めている。リーガ・メヒカーナ・デ・ベイスボルやNPBの球団へ移籍した選手は、契約金の2割に相当する金額を納めているという。

### 移籍解禁以降国外リーグに所属した主な選手
NPB
- フレデリク・セペダ（読売ジャイアンツ）
- ユリエスキ・グリエル（横浜DeNAベイスターズ） [16]。
- アルフレド・デスパイネ（千葉ロッテマリーンズ→福岡ソフトバンクホークス）
- エクトル・メンドーサ（読売ジャイアンツ）
- ルルデス・グリエル・ジュニア（横浜DeNAベイスターズ） [17]。
- ホセ・アドリス・ガルシア（読売ジャイアンツ）
- レオナルド・ウルヘエス（中日ドラゴンズ）
- ライデル・マルティネス（中日ドラゴンズ）
- ジャリエル・ロドリゲス（中日ドラゴンズ）
- リバン・モイネロ（福岡ソフトバンクホークス）
- オスカー・コラス（福岡ソフトバンクホークス）
- ロエル・サントス（千葉ロッテマリーンズ）
- ジュリスベル・グラシアル（福岡ソフトバンクホークス）
- アリエル・マルティネス（中日ドラゴンズ→北海道日本ハムファイターズ）
- フランク・アルバレス（中日ドラゴンズ）
- ギジェルモ・ガルシア（中日ドラゴンズ）
- ペドロ・レビーラ（中日ドラゴンズ）
- クリスチャン・ロドリゲス（中日ドラゴンズ）
- カルロス・モニエル（中日ドラゴンズ）
- ダリオ・サルディ（福岡ソフトバンクホークス）

日本国内の独立リーグ
- マルロン・ベガ・トラビエソ・ジュニア（石川ミリオンスターズ）
- ペドロ・アルバレス（徳島インディゴソックス）
- ヤセル・ペレス・アコスタ（徳島インディゴソックス）

メキシカンリーグ（リーガ・メヒカーナ・デ・ベイスボル）
- ミチェル・エンリケス（カンペチェ・パイレーツ）
- アルフレド・デスパイネ（カンペチェ・パイレーツ）
- フレデリク・セペダ（ティフアナ・ブルズ）
- ロエル・サントス（タバスコ・キャトルメン）

メキシコ・ウィンターリーグ（リーガ・メヒカーナ・デル・パシフィコ）
- ミチェル・エンリケス（カニェロス・デ・ロス・モチス）
- ホアン・ペドロソ（カニェロス・デ・ロス・モチス）

コロンビア・ウィンターリーグ（リーガ・コロンビアーナ・デ・ベイスボル・プロフェシオナル）
- フレデリク・セペダ（ティグレス・デ・カルタヘナ）
- ミゲル・ラエラ（ティグレス・デ・カルタヘナ）

イタリアンベースボールリーグ
- ノルベルト・ゴンサレス（ネットゥーノ 2・ベースボールクラブ）
- ホアン・ペドロソ（ネットゥーノ 2・ベースボールクラブ）
- フランク・モンティエ（フォルティチュード・ボローニャ）
- ブラディミール・バニョス（ポリスポルティバ・パドゥレ）

カナディアン・アメリカン・リーグ
- ユニエスキ・グリエル（ケベック・キャピタルズ）
- アレクセイ・ベル（ケベック・キャピタルズ）
- イスメル・ヒメネス（ケベック・キャピタルズ）
- アレクサンデル・マジェタ（オタワ・チャンピオンズ）
- ロエル・サントス（ケベック・キャピタルズ）
- ブラディミール・ガルシア（ケベック・キャピタルズ）
- ミゲル・ラエラ（トロワリヴィエール・エーグルス）

## チーム

### 西地区
| チーム名                                                          | 愛称                                  | 市                           | 球場                                       |
| ----------------------------------------------------------------- | ------------------------------------- | ---------------------------- | ------------------------------------------ |
| カサドレス・デ・アルテミサ(Artemisa)                              | 英：Hunters 西：Cazadores             | グアナハイ                   | エスタディオ・デ・グアナハイ               |
| エレファンテス・デ・シエンフエーゴス(Cienfuegos)                  | 英：Shrimpers 西：Elefantes           | シエンフエーゴス             | エスタディオ・シンコ・デ・セプティエンブレ |
| レオネス・デ・インダストリアレス(Industriales)                    | 英：Blue lions 西：Leones Azules      | ハバナ                       | エスタディオ・ラティーノアメリカーノ       |
| トロンヘロス・デ・イスラ・デ・ラ・フベントゥ(Isla de la Juventud) | 英：Grapefruit cutters 西：Toronjeros | ヌエバ・ヘローナ             | エスタディオ・クリストバル・ラブラ         |
| ウラカネス・デ・マヤベケ(Mayabeque)                               | 英：Hurricans 西：Huracanes           | サン・ホセ・デ・ラス・ラハス | エスタディオ・ネルソン・フェルナンデス     |
| ベゲーロス・デ・ピナール・デル・リオ(Pinar del Río)               | 英：Lowlands 西：Vegueros             | ピナール・デル・リオ         | エスタディオ・カピタン・サン・ルイス       |
| ガジョス・デ・サンクティ・スピリトゥス(Sancti Spíritus)           | 英：Roosters 西：Gallos               | サンクティ・スピリトゥス     | エスタディオ・ホセ・アントニオ・ウエルガ   |
| ココドゥリロス・デ・マタンサス(Matanzas)                          | 英：Crocodiles 西：Cocodrilos         | マタンサス                   | エスタディオ・ビクトリア・デ・ヒロン       |

### 東地区
| チーム名                                                     | 愛称                          | 市                               | 球場                                           |
| ------------------------------------------------------------ | ----------------------------- | -------------------------------- | ---------------------------------------------- |
| ガナデロス・デ・カマグエイ(Camagüey)                         | 英：Ranchers 西：Ganaderos    | カマグエイ                       | エスタディオ・カンディド・ゴンザレス           |
| ティグレス・デ・シエゴ・デ・アビラ(Ciego de Ávila)           | 英：Tigers 西：Tigres         | シエゴ・デ・アビラ               | エスタディオ・ホセ・ラモン・セペロ             |
| レニャドレス・デ・ラス・トゥーナス(Las Tunas)                | 英：Lumberjacks 西：Leñadores | ビクトリア・デ・ラス・トゥーナス | エスタディオ・フリオ・アントニオ・メージャ     |
| ナランハス・デ・ビジャ・クララ(Villa Clara)                  | 英：Oranges 西：Naranjas      | サンタ・クララ                   | エスタディオ・アウグスト・セサル・サンディーノ |
| アラサネス・デ・グランマ(Granma)                             | 英：Horses 西：Alazanes       | バヤモ                           | エスタディオ・マルティレス・デ・バルバドス     |
| インディオス・デ・グアンタナモ(Guantánamo)                   | 英：Indians 西：Indios        | グアンタナモ                     | エスタディオ・グエン・バン・トロイ             |
| サブエソス・デ・オルギン(Holguín)                            | 英：Bloodhounds 西：Sabuesos  | オルギン                         | エスタディオ・カリスト・ガルシア・イニグェス   |
| アビスパス・デ・サンティアーゴ・デ・クーバ(Santiago de Cuba) | 英：Wasps 西：Avispas         | サンティアーゴ・デ・クーバ       | エスタディオ・ギジェルモン・モンカダ           |

## 年度別優勝チームと最優秀選手
| シリーズ | 年度      | 優勝チーム                         | 優勝チーム監督               | 最優秀選手                           |
| -------- | --------- | ---------------------------------- | ---------------------------- | ------------------------------------ |
| 1        | 1962      | オクシデンタレス                   | マイク・ゲラー               | エルウィン・ワルターズ               |
| 2        | 1962-1963 | インダストリアレス                 | ラモン・カルネアド           | モデスト・ベルドゥーラ               |
| 3        | 1963-1964 | インダストリアレス                 | ラモン・カルネアド           | ペドロ・チャベス                     |
| 4        | 1964-1965 | インダストリアレス                 | ラモン・カルネアド           | ウルバーノ・ゴンサレス               |
| 5        | 1965-1966 | インダストリアレス                 | ラモン・カルネアド           | リノ・ベタンコート                   |
| 6        | 1966-1967 | オリエンタレス                     | ロベルト・レド               | ペドロ・チャベス                     |
| 7        | 1967-1968 | ラ・アバナ                         | フアン・ゴメス               | エウロヒオ・オソリオ                 |
| 8        | 1968-1969 | アスカレロス                       | セルビオ・ボルヘス           | ウィルフレド・サンチェス             |
| 9        | 1969-1970 | エネケネロス                       | ミゲル・ドミンゲス           | ウィルフレド・サンチェス             |
| 10       | 1970-1971 | アスカレロス                       | セルビオ・ボルヘス           | アントニオ・ヒメネス                 |
| 11       | 1971-1972 | アスカレロス                       | ペドロ・デルガド             | アグスティン・マルケッティ           |
| 12       | 1972-1973 | インダストリアレス                 | ペドロ・チャベス             | アルマンド・カピノ                   |
| 13       | 1973-1974 | ラ・アバナ                         | ホルヘ・トリゴウラ           | アントニオ・ムニョス                 |
| 14       | 1974-1975 | アグリクルトレス                   | オルランド・レルー           | ウァルフリード・ルイス               |
| 15       | 1975-1976 | ガナデロス                         | カルロス・ゴメス             | オマール・カレーロ                   |
| 16       | 1976-1977 | シトリクルトレス                   | フアン・ブレヒオ             | イシドロ・ペレス                     |
| 17       | 1977-1978 | ベゲーロス                         | ホセ・ピネダ                 | フェルナンド・サンチェス             |
| 18       | 1978-1979 | サンクティ・スピリトゥス           | カンディド・アンドラーデ     | ウィルフレド・サンチェス             |
| 19       | 1979-1980 | サンティアーゴ・デ・クーバ         | マヌエル・ミヤル             | ペドロ・ロドリゲス                   |
| 20       | 1980-1981 | ベゲーロス                         | ホセ・ピネダ                 | ロヘリオ・ガルシア                   |
| 21       | 1981-1982 | ベゲーロス                         | ホルヘ・フエンテス           | フェルナンド・エルナンデス           |
| 22       | 1982-1983 | ビジャ・クララ                     | エドゥアルド・マルティン     | ラサロ・フンコ                       |
| 23       | 1983-1984 | シトリクルトレス                   | トマス・ソト                 | ルイス・カサノバ                     |
| 24       | 1984-1985 | ベゲーロス                         | ホルヘ・フエンテス           | オマール・リナレス                   |
| 25       | 1985-1986 | インダストリアレス                 | ペドロ・チャベス             | ラサロ・バルガス                     |
| 26       | 1986-1987 | ベゲーロス                         | ホルヘ・フエンテス           | ハビエル・メンデス                   |
| 27       | 1987-1988 | ベゲーロス                         | ホルヘ・フエンテス           | ペドロ・ロドリゲス                   |
| 28       | 1988-1989 | サンティアーゴ・デ・クーバ         | イヒニオ・ベレス             | オレステス・キンデラン               |
| 29       | 1989-1990 | エネケネロス                       | ヘラルド・フンコ             | オマール・リナレス                   |
| 30       | 1990-1991 | エネケネロス                       | ヘラルド・フンコ             | ラサロ・マデラ                       |
| 31       | 1991-1992 | インダストリアレス                 | ホルヘ・トリゴウラ           | ホルヘ・バルデス                     |
| 32       | 1992-1993 | ビジャ・クララ                     | ペドロ・ホバ                 | オマール・リナレス                   |
| 33       | 1993-1994 | ビジャ・クララ                     | ペドロ・ホバ                 | ルールデス・グリエル                 |
| 34       | 1994-1995 | ビジャ・クララ                     | ペドロ・ホバ                 | アマド・サモラ                       |
| 35       | 1995-1996 | インダストリアレス                 | ペドロ・メディナ             | ホルヘ・フメロ                       |
| 36       | 1996-1997 | ピナール・デル・リオ               | ホルヘ・フエンテス           | ホセ・エストラーダ                   |
| 37       | 1997-1998 | ピナール・デル・リオ               | アルフォンソ・ウルキオラ     | オスカル・マチャド                   |
| 38       | 1998-1999 | サンティアーゴ・デ・クーバ         | イヒニオ・ベレス             | ミチェル・エンリケス                 |
| 39       | 1999-2000 | サンティアーゴ・デ・クーバ         | イヒニオ・ベレス             | ノルヘ・ベラ                         |
| 40       | 2000-2001 | サンティアーゴ・デ・クーバ         | イヒニオ・ベレス             | マエルス・ロドリゲス                 |
| 41       | 2001-2002 | オルギン                           | エクトル・エルナンデス       | ミチェル・アブレイユ                 |
| 42       | 2002-2003 | インダストリアレス                 | レイ・アングラーダ           | ハビエル・メンデス                   |
| 43       | 2003-2004 | インダストリアレス                 | レイ・アングラーダ           | オスマニー・ウルティア               |
| 44       | 2004-2005 | サンティアーゴ・デ・クーバ         | アントニオ・パチェコ         | ユリエスキ・グリエル                 |
| 45       | 2005-2006 | インダストリアレス                 | レイ・アングラーダ           | ユリエスキ・グリエル                 |
| 46       | 2006-2007 | サンティアーゴ・デ・クーバ         | アントニオ・パチェコ         | オスマニー・ウルティア               |
| 47       | 2007-2008 | サンティアーゴ・デ・クーバ         | アントニオ・パチェコ         | アレクセイ・ベル                     |
| 48       | 2008-2009 | ラ・アバナ                         | エステバン・ロンビージョ     | アルフレド・デスパイネ               |
| 49       | 2009-2010 | インダストリアレス                 | ヘルマン・メサ               | アルフレド・デスパイネ               |
| 50       | 2010-2011 | ピナール・デル・リオ               | アルフォンソ・ウルキオラ     | ホセ・アブレイユ                     |
| 51       | 2011-2012 | シエゴ・デ・アビラ                 | ロジャル・マチャド           | アルフレド・デスパイネ               |
| 52       | 2012-2013 | ビジャ・クララ                     | ラモン・モレ                 | フレディ・アルバレス                 |
| 53       | 2013-2014 | ピナール・デル・リオ               | アルフォンソ・ウルキオラ     | ヨスバニ・トーレス                   |
| 54       | 2014-2015 | シエゴ・デ・アビラ                 | ロジャル・マチャド           | アルフレド・デスパイネ               |
| 55       | 2015-2016 | シエゴ・デ・アビラ                 | ロジャル・マチャド           | ホセ・アドリス・ガルシア             |
| 56       | 2016-2017 | アラサネス・デ・グランマ           | カルロス・マルティ           | ラザロ・ブランコ                     |
| 57       | 2017-2018 | アラサネス・デ・グランマ           | カルロス・マルティ           | ラファエル・ビニャレス               |
| 58       | 2018-2019 | レニャドレス・デ・ラス・トゥーナス | パブロ・シビル               | ホルヘ・アローマ                     |
| 59       | 2019-2020 | ココドゥリロス・デ・マタンサス     | アルマンド・フェラー・ルイス | ヨルダニス・アラルコン               |
| 60       | 2020-2021 | アラサネス・デ・グランマ           | カルロス・マルティ           | リスバン・コレア                     |
| 61       | 2022      | アラサネス・デ・グランマ           | カルロス・マルティ           | マルロン・ベガ・トラビエソ・ジュニア |
| 62       | 2023      | レニャドレス・デ・ラス・トゥーナス | アベイシ・パントーハ         | オスデイ・シルバ                     |
| 63       | 2024      | レニャドレス・デ・ラス・トゥーナス | アベイシ・パントーハ         | ホセ・アマウリ・ノローニャ           |

## 主な亡命者
- レネ・アロチャ（1991年）
- レイ・オルドニェス（1993年）
- オズワルド・フェルナンデス（1995年）
- リバン・ヘルナンデス（1995年）
- ローランド・アローホ（1996年）
- オーランド・ヘルナンデス（1997年）
- ダニス・バエス（1999年）
- ホセ・コントレラス（2002年）
- マエルス・ロドリゲス（2003年）
- ユニエスキー・ベタンコート（2003年）
- ミチェル・アブレイユ（2004年）
- ケンドリス・モラレス（2004年）
- ユネル・エスコバー（2004年）
- ヨスラン・エレラ（2005年）
- フランシスリー・ブエノ（2005年）
- アレクセイ・ラミレス（2007年）
- ダヤン・ビシエド（2008年）
- アロルディス・チャップマン（2009年）
- ユニエスキ・マヤ（2009年）
- アデイニー・エチェバリア（2009年）
- レオネス・マーティン（2010年）
- ヨエニス・セスペデス（2011年）
- アドニス・ガルシア （2011年）
- ヘンリー・ウルティア（2011年）
- ホルヘ・ソレア（2011年）
- ヤシエル・プイグ（2012年）
- ダリエル・アルバレス（2012年）
- ミゲル・ゴンザレス（2013年）
- アレックス・ゲレーロ（2013年）
- ヤンディ・ディアス（2013年）
- ライセル・イグレシアス（2013年）
- ホセ・アブレイユ（2014年）
- オドリサメル・デスパイネ（2014年）
- ルスネイ・カスティーヨ（2014年）
- エクトル・オリベラ（2014年）
- ヨアン・ロペス（2014年）
- ヤズマニー・トマス（2014年）
- ギジェルモ・エレディア（2015年）
- ホセ・フェルナンデス（2015年）
- アドリアン・モレホン（2015年）
- ブラディミール・グティエレス（2015年）
- ランディ・アロサレーナ（2015年）
- アレクセイ・ベル（2016年）
- ユリエスキ・グリエル（2016年）
- ルルデス・グリエル・ジュニア（2016年）
- ホセ・アドリス・ガルシア（2016年）
- ヨルダン・アルバレス（2016年）
- ミチェル・バエス（2016年）
- エクトル・メンドーサ（2016年）
- ルイス・ロベルト・ジュニア（2016年）
- ダイロン・ブランコ（2018年）
- ビクトル・ビクトル・メサ（2018年）
- ヨエルキ・セスペデス（2019年）
- オスカー・コラス（2020年）
- アンディ・ロドリゲス（2021年）
- ジャリエル・ロドリゲス（2023年）

## シーズン記録
| 項目                           | 選手名                 | 記録  | 達成年度  |
| ------------------------------ | ---------------------- | ----- | --------- |
| 最多安打                       | ミチェル・エンリケス   | 152   | 1998-1999 |
| 最高打率（規定打席以上）       | オスマニー・ウルティア | .469  | 2003-2004 |
| 最多本塁打                     | アルフレド・デスパイネ | 36    | 2011-2012 |
| 最多打点                       | アレクセイ・ベル       | 111   | 2007-2008 |
| 最多得点                       | エンリケ・ディアス     | 100   | 2002-2003 |
| 最高長打率                     | ホセ・アブレイユ       | .986  | 2010-2011 |
| 最多四球                       | フアン・マンリケ       | 105   | 2002-2003 |
| 最高出塁率                     | ホセ・アブレイユ       | .597  | 2010-2011 |
| 最多盗塁                       | エンリケ・ディアス     | 55    | 1992-1993 |
| 最多投球回数                   | エミリオ・サルガド     | 230.1 | 1968-1969 |
| 最多勝利                       | ホセ・イバール         | 20    | 1997-1998 |
| 最優秀防御率（規定投球回以上） | アイホスバニ・ガジェゴ | 0.37  | 1971-1972 |
| 最多奪三振                     | マエルス・ロドリゲス   | 263   | 2000-2001 |
| 最多セーブ                     | ドゥニエル・イバーラ   | 27    | 2010-2011 |
| 最多セーブ                     | ダニー・アギレラ       | 27    | 2011-2012 |